# Chabrot

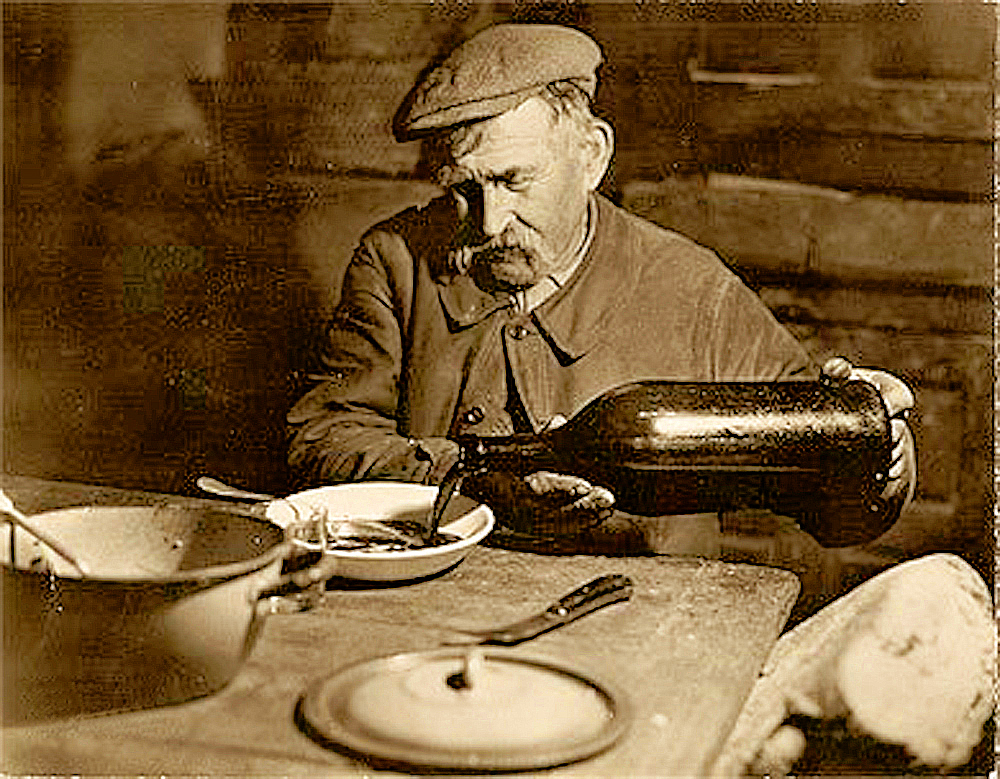
Mężczyzna praktykujący zwyczaj chabrot

Chabrot – stary francuski zwyczaj pochodzący z południa Francji. Faire chabrot albo faire chabròl znaczy „wlać wino do resztki zupy” (najczęściej jest to pot-au-feu lub garbure). Wino wlewa się, by rozcieńczyć pozostałości, i tak powstały płyn wypija się dużymi łykami prosto z miski albo talerza.

## Tradycja
Dawniej chabrot regularnie stosowano przy dojadaniu takich zup jak bréjaude albo garbure. Czynność wymagała zastosowania miski lub innego okrągłego naczynia bez uchwytów; najczęściej były to naczynia gliniane. Był to zwyczaj szeroko rozpowszechniony, ale dziś jest praktykowany głównie przez starszych ludzi na prowincji.
Mieszkańcy Périgord nazywają ten zwyczaj fà chabroù; w Limousin mówi się o chabrot, w Prowansji o cabroù. Frédéric Mistral twierdził, że słowo cabroù pochodzi od łacińskiego capreolus. „Robić chabrot" znaczy zatem „pić jak koza”. W regionie Poitou oraz w Saintonge zwyczaj określa słowo godaille. W Gaskonii mówi się o godala (być może jest to przestawka słowa goulade, „łyk”). Prawdopodobnie praktyka ta była znana także w rejonach położonych na północ od Loary; w ostatnim tomie cyklu powieściowego Chronique des Pasquier Georges Duhamel napisał o champorot (stąd potem chabrot): „Był to zwyczaj praktykowany przez mojego ojca”.

## Chabrot dziś

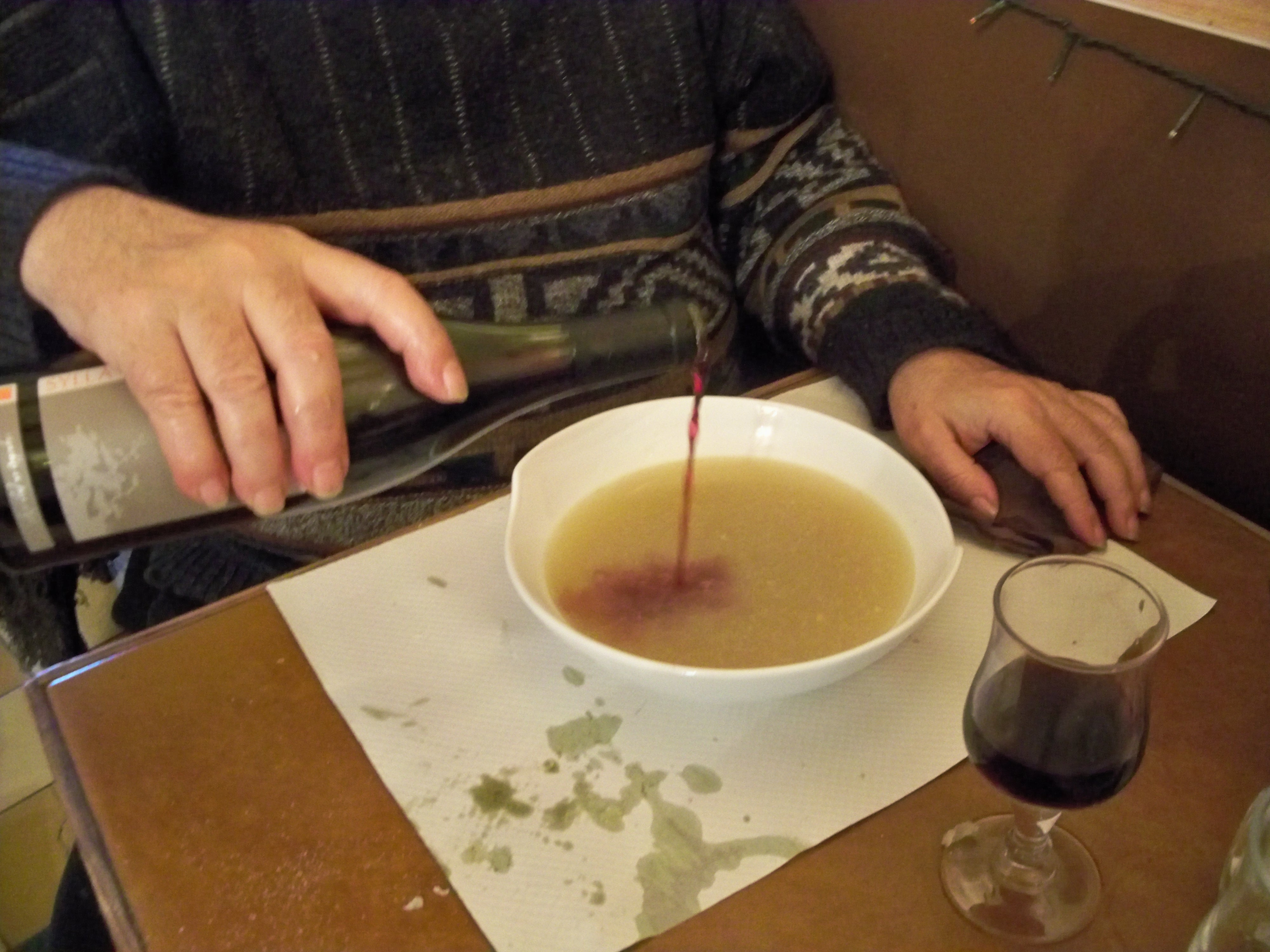
Chabrot praktykowany współcześnie

Chabrot jest nadal praktykowany we Francji, zwłaszcza na południowym zachodzie kraju. Jean Rebier (1879–1966), założyciel pisma „Lemouzi”, napisał: „Po zupie zawsze następuje porządny chabròl.” Etnolog Albert Goursaud wspomniał o nim w książce La société rurale traditionnelle en Limousin: ethnographie et folklore du Haut-Limousin et de la Basse-Marche (1976). Rozróżnił przy tym tradycje, które były żywe w momencie pracy nad książką, od tych, które są uznawane za przestarzałe. Z jego ustaleń wynika, że chabrot był w powszechnym użyciu, przynajmniej na wsiach, aż do połowy XX wieku. Katalończyk Jaume Fàbrega (ur. w 1948) w książce Cuina del país dels càtars napisał, że w czasach młodości często widział ludzi praktykujących lo cabròt.